# 斯諾本德 (加利福尼亞州)
斯諾本德（英語：Snow Bend）是位於美國加利福尼亞州弗雷斯諾縣的一個非建制地區。該地的面積和人口皆未知。

## 地理
斯諾本德的座標為37°16′02″N 119°07′34″W / 37.26722°N 119.12611°W，而該地的平均海拔高度為2429米（即7969英尺）。